# Jan Klimek (pocztowiec)
Jan Klimek (ur. 20 września 1889 w Morzeszczynie koło Tczewa, zm. 5 października 1939 w Gdańsku) – polski urzędnik pocztowy, uczestnik obrony Poczty Polskiej w Gdańsku.

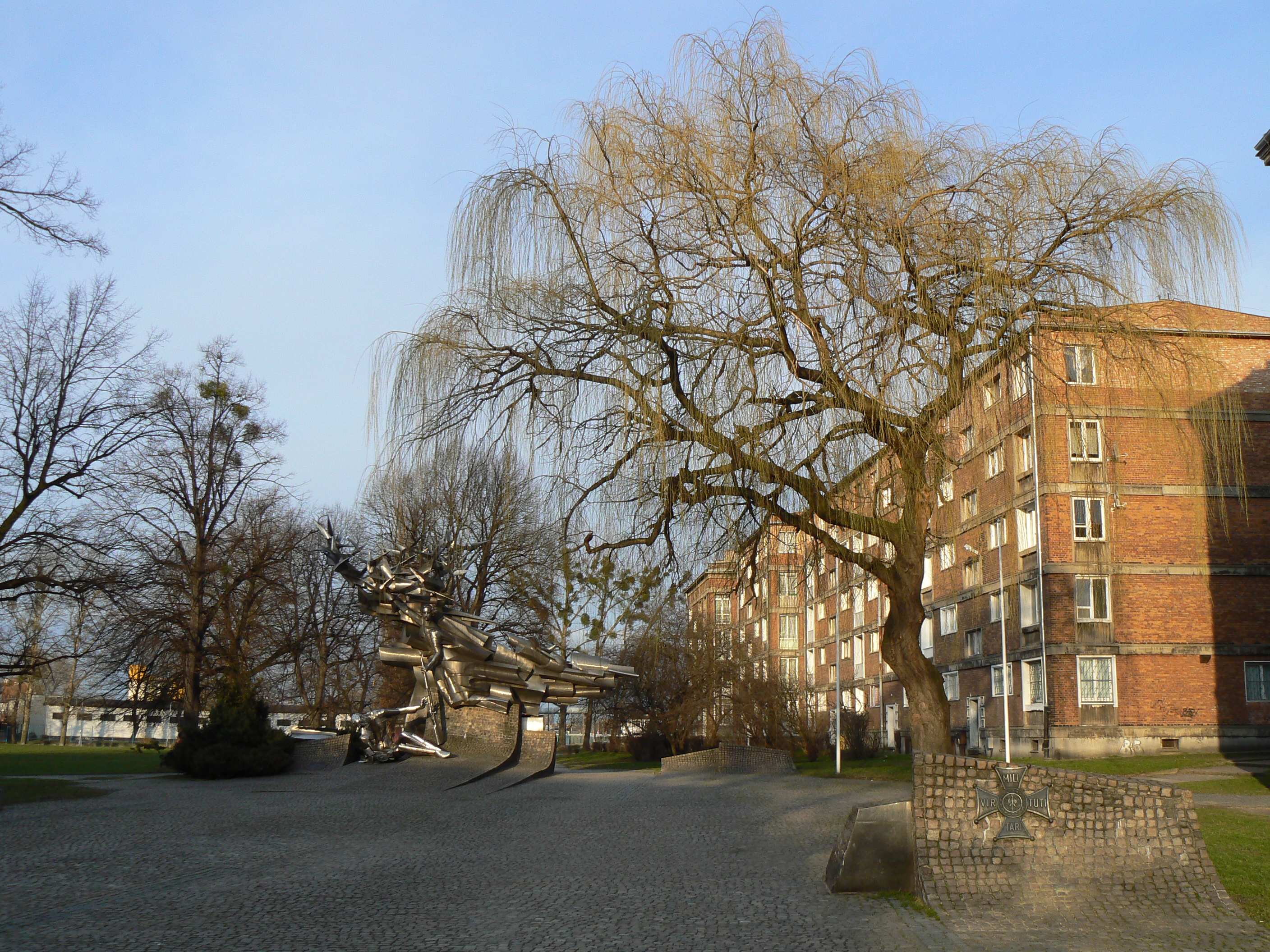
Pomnik Obrońców Poczty Polskiej w Gdańsku

## Życiorys
Urodził się na Kociewiu jako syn Jana Klimka i Aleksandry ze Szczuków. Wykształcenie otrzymał w zaborze pruskim w języku niemieckim. Po zakończeniu I wojny światowej oraz odzyskaniu niepodległości (dla Pomorza było to w lutym 1920 roku) znalazł się na terenie Wolnego Miasta Gdańska i podjął od 17 maja 1920 pracę jako urzędnik Poczty Polskiej. W 1939 roku pracował na stanowisku starszego asystenta.
1 września 1939 uczestniczył w obronie Poczty przed oddziałem gdańskiej Policji Porządkowej (Schutzpolizei) oraz SS-Heimwehr Danzig. Jan Klimek mając 50 lat należał do najstarszych obrońców. Po kapitulacji wraz z pozostałymi obrońcami został aresztowany, uwięziony w więzieniu na Biskupiej Górce i 8 września skazany na karę śmierci. Egzekucję na kilkudziesięciu pocztowcach wykonano 5 października 1939 na terenie Zaspy, tam też pogrzebano ofiary w zbiorowej mogile. Jednym z kierujących egzekucją był SS-Sturmbannführer Max Pauly, ówczesny komendant obozu koncentracyjnego Stutthof.
Podobnie jak pozostali obrońcy Poczty Polskiej Jan Klimek był pośmiertnie kilkakrotnie honorowany przez polskie władze, został m.in. kawalerem Orderu Virtuti Militari (1971), Krzyżem Walecznych (1990) oraz Honorowym Obywatelem Gdańska (1998). W 1992 zwłoki przeniesiono na Cmentarz Ofiar Hitleryzmu na gdańskiej Zaspie.